# Amphonyx kofleri
Amphonyx kofleri là một loài bướm đêm thuộc họ Sphingidae. Nó được tìm thấy ở Cộng hòa Dominica.